# Équipe de Nouvelle-Zélande féminine de football
Cet article traite de l'équipe féminine. Pour l'équipe masculine, voir Équipe de Nouvelle-Zélande de football.
Maillots
L'équipe de Nouvelle-Zélande de football féminin est constituée par une sélection des meilleures joueuses néo-zélandaises sous l'égide de la Fédération de Nouvelle-Zélande de football.
Créée en 1979, l'équipe de Nouvelle-Zélande s'est rapidement placée comme l'une des équipes fortes du continent océanien, souvent en lutte contre l'Australie pour le titre continental, jusqu'à ce que l'Australie rejoigne la Confédération asiatique de football le 1er janvier 2006. La Nouvelle-Zélande l'a remporté à six reprises en 1983, 1991, 2007, 2010, 2014 et 2018. Par ailleurs, la Nouvelle-Zélande est parvenue à se qualifier à six phases finales de coupe du monde, celles de 1991, de 2007, de 2011, de 2015, de 2019 et de 2023.

## Classement FIFA
| Année              | 2003 | 2004 | 2005 | 2006 | 2007 | 2008 | 2009 | 2010 | 2011 | 2012 | 2013 | 2014 | 2015 | 2016 | 2017 | 2018 | 2019 | 2020 | 2021 | 2022 | 2023 |
| ------------------ | ---- | ---- | ---- | ---- | ---- | ---- | ---- | ---- | ---- | ---- | ---- | ---- | ---- | ---- | ---- | ---- | ---- | ---- | ---- | ---- | ---- |
| Classement mondial | 21   | 21   | 22   | 24   | 23   | 24   | 23   | 23   | 24   | 21   | 16   | 18   | 16   | 19   | 19   | 19   | 23   | 22   | 22   | 24   | 30   |
| Classement OFC     | 1    | 1    | 1    | 1    | 1    | 1    | 1    | 1    | 1    | 1    | 1    | 1    | 1    | 1    | 1    | 1    | 1    | 1    | 1    | 1    | 1    |

## Palmarès

### Parcours enCoupe du monde féminine de football
| Édition | Performance   | J  | V | N | D  | Bp | Bc |
| ------- | ------------- | -- | - | - | -- | -- | -- |
| 1991    | 1er tour      | 3  | 0 | 0 | 3  | 1  | 11 |
| 1995    | Non qualifiée | -  | - | - | -  | -  | -  |
| 1999    | Non qualifiée | -  | - | - | -  | -  | -  |
| 2003    | Non qualifiée | -  | - | - | -  | -  | -  |
| 2007    | 1er tour      | 3  | 0 | 0 | 3  | 0  | 9  |
| 2011    | 1er tour      | 3  | 0 | 1 | 2  | 4  | 6  |
| 2015    | 1er tour      | 3  | 0 | 2 | 1  | 2  | 3  |
| 2019    | 1er tour      | 3  | 0 | 0 | 3  | 1  | 5  |
| 2023    | 1er tour      | 3  | 1 | 1 | 1  | 1  | 1  |
| 2027    | À venir       | -  | - | - | -  | -  | -  |
| Total   | 6/9           | 18 | 1 | 4 | 13 | 9  | 35 |

### Parcours auxJeux olympiques
- 1996 : Non qualifiée
- 2000 : Non qualifiée
- 2004 : Non qualifiée
- 2008 : 1er tour
- 2012 : Quarts de finale
- 2016 : 1er tour
- 2020 : 1er tour
- 2024 : 1er tour
- 2028 : À venir
- 2032 : À venir

### Coupe d'Océanie féminine de football
- 1983 :  Vainqueur
- 1986 :  3e
- 1989 :  Finaliste
- 1991 :  Vainqueur
- 1995 :  2e
- 1998 :  Finaliste
- 2003 :  2e
- 2007 :  Vainqueur
- 2010 :  Vainqueur
- 2014 :  Vainqueur
- 2018 :  Vainqueur
- 2022 : Ne participe pas